# Doclin (gmina)
Doclin − gmina w Rumunii, w okręgu Caraș-Severin. Obejmuje miejscowości Biniș, Doclin i Tirol. W 2011 roku liczyła 1741 mieszkańców.